# 青い地球は誰のもの
「青い地球は誰のもの」（あおいちきゅうはだれのもの）は、1970年（昭和45年）から1975年（昭和50年）にかけてNHK総合テレビで放映された『70年代われらの世界』のテーマ曲である。作詞は阪田寛夫、作曲は冨田勲、合唱はひばり児童合唱団である。

### 楽譜
- 『青い地球は誰のもの』井上伸子監修（4版）、音楽センター〈クラスでうたうこどものうた 2〉、1998年9月。ISBN 4-900344-19-2。

### CD
- 冨田勲『新日本紀行〜冨田勲の音楽』BMGファンハウス、1994年6月22日。ASIN B00005671E。
- 冨田勲『TOMITA ON NHK〜冨田勲 NHKテーマ音楽集』日本コロムビア、2003年3月29日。ASIN B00006JJ8U。
- 冨田勲『イーハトーヴ交響曲 SYMPHONY IHATOV』（Hybrid SACD）大友直人(指揮)、初音ミク(ヴァーチャル・シンガー)、篠田元一(演奏)、梯郁夫(パーカッション)、日本コロムビア、2013年1月23日。ASIN B00A2GWP6O。 - 9曲目のアンコール曲。

### CDブック
- 『CDブック・クラスでうたうこどものうたベスト1』音楽センター、2007年7月14日。ISBN 4-900344-72-9。 - 演奏は八王子ぞうれっしゃ合唱団。